# Walter von Reichenau
Walter Karl Gustav August Ernst von Reichenau (Karlsruhe, 8 oktober 1884 – Leipzig, 17 januari 1942) was een Duits generaal-veldmaarschalk en nationaalsocialistische oorlogsmisdadiger.
Von Reichenau diende tijdens de Eerste Wereldoorlog als kapitein aan het westfront. Na de oorlog bleef hij in de Reichswehr van de Weimarrepubliek. In 1932 werd hij lid van de nazipartij.
Toen Hitler in 1933 de macht kreeg, werd Von Reichenau kabinetschef op het Ministerie van Oorlog onder Werner von Blomberg. Hij fungeerde zo als tussenpersoon tussen de nazipartij en de Wehrmacht. In die hoedanigheid overtuigde Von Reichenau het nazileiderschap dat de macht van Ernst Röhm en zijn SA gebroken moest worden. Dit leidde direct tot de Nacht van de Lange Messen.
In 1935 werd Von Reichenau bevorderd tot luitenant-generaal. Binnen het leger onderscheidde hij zich in allerlei kwesties door absolute trouw aan Hitler. In september 1939 voerde Von Reichenau het bevel over het Tiende Leger tijdens de Poolse Veldtocht en in 1940 leidde hij het Zesde Leger tijdens Fall Gelb en de Slag om Frankrijk. Hierop werd hij in juli 1940 tot Generaal-Veldmaarschalk bevorderd.
Tijdens Operatie Barbarossa bleef hij het bevel voeren over het Zesde Leger dat onder andere de steden Kiev en Charkov innam. Hij spoorde zijn manschappen aan tot het vermoorden van de Joden en is direct verantwoordelijk voor het doden van een groep van negentig Joodse kinderen uit Blejaja Zerkov, wier ouders al eerder waren vermoord.
In januari 1942 kreeg von Reichenau een hersenbloeding en werd besloten hem over te vliegen naar een hospitaal in Duitsland. Tijdens een noodlanding bij Lviv kreeg hij een hartaanval en na verder transport naar Leipzig bleek de generaal-veldmaarschalk te zijn overleden.

## Militaire loopbaan
- Leutnant: 18 augustus 1904[8]
- Oberleutnant: 18 augustus 1912[8]
- Hauptmann: 28 november 1914[8]
- Major: 1 juli 1923[8]
- Oberstleutnant: 1 april 1929[8]
- Oberst: 1 februari 1932[9][8]
- Generalmajor: 1 februari 1934[9][8]
- Generalleutnant: 1 oktober 1935[9][8]
- General der Artillerie: 1 oktober 1936[9][8]
- Generaloberst: 1 oktober 1939[9][8][10]
- Generalfeldmarschall: 19 juli 1940[9][8][10]

## Decoraties
- Ridderkruis van het IJzeren Kruis op 30 september 1939 als General der Artillerie] en Opperbevelhebber van het 10e Leger[11][9][8][10][12]
- IJzeren Kruis 1914, 1e Klasse[10][8] en 2e Klasse[10][8]
- Kroonorde (Pruisen), 4e Klasse[8][9]
- Ridderkruis in de Huisorde van Hohenzollern met Zwaarden[9][8]
- Ridderkruis in de Frederiks-Orde
- Hanseatenkruis van Hamburg[8][9]
- Kruis voor Militaire Verdienste (Oostenrijk-Hongarije), 3e Klasse met Oorlogsdecoratie[8][9]
- Herhalingsgesp bij IJzeren Kruis 1939, 1e Klasse[10][8] en 2e Klasse[10][9][8]
- Anschlussmedaille met gesp „Prager Burg“[9][8]
- Erekruis voor Frontstrijders in de Wereldoorlog[9][8]
- Dienstonderscheiding van Leger en Marine (Duitsland) voor (25 dienstjaren)[9][8]
- Medaille Winterschlacht im Osten 1941/42
- Hij werd eenmaal genoemd in het Wehrmachtsbericht. Dat gebeurde op 21 september 1941[13]

Werner von Blomberg · Hermann Göring · Walther von Brauchitsch · Albert Kesselring · Wilhelm Keitel · Günther von Kluge · Wilhelm Ritter von Leeb · Fedor von Bock · Wilhelm List · Erwin von Witzleben · Walter von Reichenau · Erhard Milch · Hugo Sperrle · Gerd von Rundstedt · Erwin Rommel · Georg von Küchler · Erich von Manstein · Friedrich Paulus · Ewald von Kleist · Maximilian von Weichs · Ernst Busch · Wolfram von Richthofen · Walter Model · Ferdinand Schörner · Robert von Greim · Eduard von Böhm-Ermolli (titulair)
- Bibliothèque nationale de France: cb11230116x (data)
- Gemeinsame Normdatei: 123390699
- International Standard Name Identifier: 0000 0001 0972 1080
- Library of Congress Control Number: n2009027010
- Nationale Bibliotheek van Polen: a0000001227179
- Système universitaire de documentation: 24520864X
- Virtual International Authority File: 52595613
- WorldCat: E39PBJcr9trJj3DwwMhXXTjQv3